# Limnophyes subnudicollis
Limnophyes subnudicollis är en tvåvingeart som först beskrevs av Edwards 1931.  Limnophyes subnudicollis ingår i släktet Limnophyes och familjen fjädermyggor. Inga underarter finns listade i Catalogue of Life.